# Zajdy (Olecko)
Zajdy (deutsch Sayden, 1938 bis 1945 Saiden) ist ein Dorf in der polnischen Woiwodschaft Ermland-Masuren und gehört zur Stadt- und-Land-Gemeinde Olecko (Marggrabowa, umgangssprachlich auch: Oletzko, 1928 bis 1945 Treuburg) im Powiat Olecki (Kreis Oletzko, 1933 bis 1945 Kreis Treuburg).

## Geographische Lage
Zajdy liegt am Ostufer des Sayder Sees (1938 bis 1945 Saider See, polnisch Jezioro Zajdy) im Osten der Woiwodschaft Ermland-Masuren, neun Kilometer südwestlich der Kreisstadt Olecko.

## Geschichte
Das seinerzeit Soldtmann, vor 1785 Zaiden und bis 1938 Sayden genannte Dorf wurde vor 1557 gegründet. Zwischen 1874 und 1945 war es in den Amtsbezirk Gonsken (polnisch Gąski) eingegliedert, der – 1938 in „Amtsbezirk Herzogskirchen“ umbenannt – zum Kreis Oletzko (1933 bis 1945: Kreis Treuburg) im Regierungsbezirk Gumbinnen der preußischen Provinz Ostpreußen gehörte.
Im Jahre 1910 waren in Sayden 513 Einwohner gemeldet. Ihre Zahl verringerte sich bis 1933 auf 477 und betrug 1939 noch 405. 
Aufgrund der Bestimmungen des Versailler Vertrags stimmte die Bevölkerung im Abstimmungsgebiet Allenstein, zu dem Sayden gehörte, am 11. Juli 1920 über die weitere staatliche Zugehörigkeit zu Ostpreußen (und damit zu Deutschland) oder den Anschluss an Polen ab. In Sayden stimmten 343 Einwohner für den Verbleib bei Ostpreußen, auf Polen entfiel keine Stimme.
Am 3. Juni (amtlich bestätigt am 16. Juli) des Jahres 1938 wurde die Namensschreibweise „Sayden“ in „Saiden“ verändert.
In Kriegsfolge kam das Dorf 1945 mit dem gesamten südlichen Ostpreußen zu Polen und trägt seither die polnische Namensform „Zajdy“. Es besteht jetzt ein Namenszusammenhang mit dem nur drei Kilometer nordöstlich und bereits auf dem Gebiet der Gemeinde Świętajno (Schwentainen) gelegenen kleinen Dorf Zajdy. Es gibt aber keine Belege einer historischen Verbindung beider Orte vor 1945, so dass auch die Vermutung besteht, der Nachbarort sei erst nach 1945 gegründet worden.
Das im Gemeindegebiet von Olecko gelegene Zajdy ist heute Sitz eines Schulzenamtes (polnisch sołectwo) und somit ein Teil der Stadt-und-Land-Gemeinde Olecko im Powiat Olecki, vor 1998 der Woiwodschaft Suwałki, seither der Woiwodschaft Ermland-Masuren zugehörig.

## Kirche
Sayden resp. Saiden war bis 1945 in das Kirchspiel der evangelischen Kirche Gonsken in der Kirchenprovinz Ostpreußen der Kirche der Altpreußischen Union sowie in die katholische Pfarrei der Kreuzerhöhungskirche in Marggrabowa (1928 bis 1945: Treuburg) im Bistum Ermland eingepfarrt.
Heute gehört Zajdy zur evangelischen Kirchengemeinde Ełk (deutsch Lyck), einer Filialgemeinde der Pfarrei in Pisz (deutsch Johannisburg) in der Diözese Masuren der Evangelisch-Augsburgischen Kirche in Polen bzw. zur katholischen Pfarrkirche Gąski im Bistum Ełk der Römisch-katholischen Kirche in Polen.

## Verkehr
Zajdy ist über eine Nebenstraße zu erreichen, die bei Ślepie (Schlepien, 1938 bis 1945 Schlöppen) von der polnischen Landesstraße DK 65 (ehemalige deutsche Reichsstraße 132) abzweigt und direkt in den Ort führt. 
Zwischen 1911 und 1945 war Sayden (Saiden) Bahnstation an der Bahnstrecke Marggrabowa–Schwentainen (polnisch Olecko–Świętajno) der Oletzkoer (Treuburger) Kleinbahnen. Der Betrieb auf dieser Strecke wurde in Kriegsfolge 1945 eingestellt.